# 小田一生
小田 一生（おだ いっせい、※脚本・VFXではオダイッセイ表記、1965年5月8日 - ）は、日本の映画監督、脚本家、VFXスーパーバイザー（特撮監督）。

## 人物
長崎県出身。長崎大学在学中よりテレビ番組やCMの演出に携わる。2006年に公開された『笑う大天使』で劇場長編映画を初監督する。2008年には、監督第2作目となる『カンフーくん』を監督した。

## 監督作品

### 映画
- 笑う大天使（2006年） - 監督・脚本・VFX
- カンフーくん（2008年） - 監督・VFX

### プロモーション映像
- 東宝映画『暗殺教室〜卒業編〜』特報・劇場マナー教室編（2015年） - 監督
- フジテレビ『暗殺教室〜卒業編〜』めざまし特別編（2015年） - 監督
- 龙族5[2]『尼伯龙根之歌[3] -NIBELUNGENLIED-』（2018年公開予定・中国作品） - 監督・脚本・VFX*【関連サイト】

### テーマパーク体感映像
- ガメラ MOVIE THE RIDE（1995年） - 企画・脚本・監督
- 雲仙岳災害記念館「平成大噴火シアター」（2002年） - 脚本・監督

### 配信・ネットドラマ
- 伊藤潤二 恐怖collection「首吊り気球」（2000年） - 監督・脚本・VFX
- ヴィジョンファクトリー「FIVE STORIES in IKSPIARI」（2008年） - 監督・脚本・VFX*

### MUSIC VIDEO
- JURASSIC「Rescue★U」 - 監督
- つじあやの「そばにいるから」 - 監督
- Metalchicks「ST.WONDER」 - 監督
- 時東ぁみ「愛ヤイ 愛ヤイ!」 - 監督
- Ricky「イチバン☆星」 - 監督
- Buffalo Daughter「times」 - 監督

### CM
- 日本コカ・コーラ「コカ・コーラ」（1999年） - 監督
- スクウェア・エニックス「the FEAR」（2002年） - 監督
- スクウェア・エニックス「魔力宝貝」（日本題・クロスゲート・2002年） - 監督
- 日本テレビ『いらっしゃいませ、患者さま。』TVスポット（2005年） - 監督
- 日本テレビ『デスノート』TVスポット（2006年） - 監督

## VFXスーパーバイザー＆オープニング演出

### 映画
- うずまき（2000年） - VFXスーパーバイザー
- 押切（2000年） - VFXコーディネーター
- 富江 最終章 -禁断の果実-（2002年） - VFXスーパーバイザー
- 竜馬の妻とその夫と愛人（2002年） - オープニングタイトル演出
- 丹下左膳 百万両の壺（2004年） - オープニングタイトル演出
- 乱歩地獄（2005年） - VFXスーパーバイザー
- 花田少年史 幽霊と秘密のトンネル（2006年） - VFXスーパーバイザー
- マスター・オブ・サンダー 決戦!!封魔龍虎伝（2006年） - 特撮監督
- ジーニアスクラブ (2006年・米映画) - VFXスーパーバイザー*【Wikipedia】[:en]*【IMDb】
- 舞妓Haaaan!!!（2007年） - VFXスーパーバイザー
- リアル鬼ごっこ（2008年） - VFXスーパーバイザー
- たみおのしあわせ（2008年） - VFXスーパーバイザー
- クライマーズ・ハイ（2008年） - VFXスーパーバイザー
- ホームレス中学生（2008年） - VFXスーパーバイザー
- 252 生存者あり（2008年） - VFXスーパーバイザー
- 南極料理人(2009年） - VFXスーパーバイザー
- 色即ぜねれいしょん（2009年） - VFXスーパーバイザー
- 南の島のフリムン（2009年） - VFXスーパーバイザー
- なくもんか（2009年） - VFXスーパーバイザー
- 恋するナポリタン 〜世界で一番おいしい愛され方〜（2010年） - VFXスーパーバイザー
- ハイスクール マリファナ大作戦 （2010年/2012年・米映画） - VFXスーパーバイザー*【FANDANGO】[1]*【IMDb】
- マイ・バック・ページ（2011年） - VFXスーパーバイザー
- Paradise Kiss（2011年） - VFXスーパーバイザー
- ライフ・ライン（2011年） - VFXスーパーバイザー
- エコエコアザラク-黒井ミサ ファーストエピソード-（2011年） - VFXスーパーバイザー
- 古潤茶（2011年） - VFXスーパーバイザー
- ワイルド7（2011年） - VFXスーパーバイザー
- わが母の記（2012年） - VFXスーパーバイザー
- 外事警察 その男に騙されるな（2012年） - VFXスーパーバイザー
- 映画 ホタルノヒカリ（2012年） - VFXスーパーバイザー
- BUNGO〜ささやかな欲望〜（2012年） - VFXスーパーバイザー
- 黄金を抱いて翔べ（2012年） - VFXスーパーバイザー
- 綱引いちゃった! （2012年） - VFXスーパーバイザー
- さよならドビュッシー（2013年） - VFXスーパーバイザー
- 横道世之介（2013年） - VFXスーパーバイザー
- リターン ハードバージョン（2013年） - VFXスーパーバイザー
- 謝罪の王様（2013年） - VFXスーパーバイザー
- 姫野カオルコ原作 受難（2013年） - VFXスーパーバイザー
- 祭りに咲く花（2013年） - VFXスーパーバイザー
- 僕は友達が少ない（2014年） - VFXスーパーバイザー
- 私の男（2014年） - VFXスーパーバイザー
- 暗殺教室（2015年） - VFXスーパーバイザー
- 駆込み女と駆出し男（2015年） - VFXスーパーバイザー
- 日本のいちばん長い日（2015年） - VFXスーパーバイザー
- 劇場版　MOZU（2015年） - VFXスーパーバイザー
- 母と暮せば（2015年） - VFXスーパーバイザー
- 家族はつらいよ（2016年） - VFXスーパーバイザー
- 暗殺教室〜卒業編〜（2016年） - VFXスーパーバイザー
- あやしい彼女（2016年） - VFXスーパーバイザー
- ディストラクション・ベイビーズ（2016年） - VFXスーパーバイザー
- 少女椿（2016年） - VFXスーパーバイザー
- ディアスポリス -DIRTY YELLOW BOYS-（2016年） - VFXスーパーバイザー
- 溺れるナイフ（2016年） - VFXスーパーバイザー
- 家族はつらいよ2（2017年） - VFXスーパーバイザー
- 関ヶ原（2017年） - VFXスーパーバイザー
- 嘘八百（2018年） - VFXスーパーバイザー
- 妻よ薔薇のように 家族はつらいよⅢ（2018年） - VFXスーパーバイザー
- 焼肉ドラゴン（2018年） - VFXスーパーバイザー
- 検察側の罪人（2018年） - VFXスーパーバイザー
- 銃[4]（2018年） - VFXスーパーバイザー
- あの日のオルガン（2019年） - VFXスーパーバイザー
- 愛唄 -約束のナクヒト- （2019年） - VFXスーパーバイザー
- 善悪の屑 （2019年・公開中止） - VFXスーパーバイザー
- きばいやんせ!私[5]（2019年） - VFXスーパーバイザー
- JK☆ROCK（2019年） - VFXスーパーバイザー
- 泣くな赤鬼（2019年） - VFXスーパーバイザー
- 人間失格 太宰治と3人の女たち（2019年） - VFXスーパーバイザー
- 葬式の名人（2019年） - VFXスーパーバイザー
- 閉鎖病棟 -それぞれの朝-（2019年） - VFXスーパーバイザー
- 嘘八百 京町ロワイヤル （2020年） - VFXスーパーバイザー
- 時の行路 （2020年） - VFXスーパーバイザー
- 一度も撃ってません （2020年） - VFXスーパーバイザー
- 銃2020 （2020年） - VFXスーパーバイザー
- おらおらでひとりいぐも （2020年） - VFXスーパーバイザー
- ホテルローヤル （2020年） - VFXスーパーバイザー
- アンダードッグ 前編（2020年） - VFXスーパーバイザー
- アンダードッグ 後編（2020年） - VFXスーパーバイザー
- 無頼（2020年） - VFXスーパーバイザー
- in-side-out（2020年） - VFXスーパーバイザー
- くれなずめ（2021年） - VFXスーパーバイザー
- 太陽の子（2021年・日米合作映画） - VFXスーパーバイザー
- プリズナーズ・オブ・ゴーストランド（2021年・米映画） - VFXスーパーバイザー ※日本側スタッフ
- 燃えよ剣 （2021年） - VFXスーパーバイザー
- ミュジコフィリア（2021年） - VFXスーパーバイザー
- 信虎（2021年） - VFXスーパーバイザー
- 弟とアンドロイドと僕（2022年） - VFXスーパーバイザー
- 消えない虹（2022年） - VFXスーパーバイザー
- ヘルドッグス（2022年） - VFXスーパーバイザー
- アイ・アム まきもと（2022年） - VFXスーパーバイザー
- ファンタスマゴリー ザ・ゴーストショー （2022年） - VFXスーパーバイザー
- 天間荘の三姉妹（2022年） - VFXスーパーバイザー
- 森の中のレストラン（2022年） - VFXスーパーバイザー
- 嘘八百 なにわ夢の陣（2023年） - VFXスーパーバイザー
- ＃マンホール（2023年） - VFXスーパーバイザー
- 山女（2023年） - VFXスーパーバイザー
- バッド・ランズ（2023年9月） - VFXスーパーバイザー
- ゆとりですがなにか インターナショナル（2023年10月） - VFXスーパーバイザー
- おまえの罪を自白しろ（2023年10月） - VFXスーパーバイザー
- 隣人X（2023年） - VFXスーパーバイザー
- i ai (アイアイ)（2024年） - VFXスーパーバイザー
- 毒娘（2024年） - VFXスーパーバイザー

### 配信・ネットドラマ
- リターン (配信バージョン)（2013年） - VFXスーパーバイザー
- モザイクジャパン（2014年） - VFXスーパーバイザー
- 山岸ですがなにか（2017年） - VFXスーパーバイザー
- 盗まれた顔（2019年） - VFXスーパーバイザー
- アンダードッグ 配信版（2020年） - VFXスーパーバイザー
- エンジェルフライト –国際霊柩送還士–（2023年） - VFXスーパーバイザー ※4K作品
- 0.5の男（2023年） - VFXスーパーバイザー ※4K作品
- ジョージア・ミニドラマ・冬編（2023年）  - VFXスーパーバイザー
- 地面師たち season 1（2024年） - VFXスーパーバイザー ※4K作品
- さよならのつづき season1 （2024年） - VFXスーパーバイザー ※4K作品

### テレビドラマ
- 長い夢（2000年） - VFXスーパーバイザー
- 顔泥棒（2000年） - VFXスーパーバイザー
- 墓標の町（2000年） - VFXスーパーバイザー
- サイコドクター（2002年） - VFXスーパーバイザー・タイトルバック演出
- ぼくの魔法使い（2003年） - VFXスーパーバイザー・タイトルバック演出
- 共犯者（2003年） - VFXスーパーバイザー
- 霊感バスガイド事件簿（2004年） - タイトルバック演出
- ナースマンがゆく （2004年） - VFXスーパーバイザー・タイトルバック演出
- ごくせん（2005年） - オープニングタイトル演出
- 溺れる人（2005年） - VFXスーパーバイザー
- プロポーズ（2005年） - VFXスーパーバイザー・タイトルバック演出
- 東京ワンダーツアーズ（2005年） - VFXスーパーバイザー・タイトルバック演出
- 火垂るの墓（2005年） - VFXスーパーバイザー
- 野ブタ。をプロデュース（2005年） - VFXスーパーバイザー
- あいのうた（2005年） - オープニングタイトル演出
- ママはバレリーナ（2005年-2006年） - オープニングタイトル演出
- 252 生存者あり episode.ZERO（2008年） - VFXスーパーバイザー
- Mother（2010年） - VFXスーパーバイザー・オープニングタイトル演出
- 味いちもんめ（2011年） - VFXスーパーバイザー
- さよならぼくたちのようちえん（2011年） - VFXスーパーバイザー
- ダーティ・ママ!（2012年） - オープニングタイトル演出
- トッカン 特別国税徴収官（2012年） - VFXスーパーバイザー・オープニングタイトル演出
- ダブルフェイス 潜入捜査編（2012年） - VFXスーパーバイザー・オープニングタイトル演出
- ダブルフェイス 偽装警察編（2012年） - VFXスーパーバイザー・オープニングタイトル演出
- Woman（2013年） - VFXスーパーバイザー・オープニングタイトル演出
- MOZU Season1 〜百舌の叫ぶ夜〜（2014年） - VFXスーパーバイザー・オープニングタイトル演出
- MOZU Season2 〜幻の翼〜（2014年） - VFXスーパーバイザー・オープニングタイトル演出
- はなちゃんのみそ汁（2014年） - VFXスーパーバイザー
- 警部補・杉山真太郎〜吉祥寺署事件ファイル（2015年） - オープニングタイトル演出
- Dr.倫太郎（2015年） - VFXスーパーバイザー
- ゆとりですがなにか（2016年） - VFXスーパーバイザー
- ディアスポリス 異邦警察（2016年） - VFXスーパーバイザー
- スニッファー 嗅覚捜査官（2016年） - VFXスーパーバイザー ※4K作品
- ゆとりですがなにか 純米吟醸編（2017年） - VFXスーパーバイザー
- 先に生まれただけの僕（2017年） - VFXスーパーバイザー
- anone（2018年） - VFXスーパーバイザー
- スニッファー 嗅覚捜査官 SP（2018年） - VFXスーパーバイザー ※4K＆8K作品
- 万灯（2018年） - VFXスーパーバイザー ※4K作品
- 夜警（2018年） - VFXスーパーバイザー ※4K作品
- 満願（2018年） - VFXスーパーバイザー ※4K作品
- フェイクニュース あるいはどこか遠くの戦争の話（2018年） - VFXスーパーバイザー ※4K作品
- 獣になれない私たち（2018年） - VFXスーパーバイザー
- 知らなくていいコト （2020年） - VFXスーパーバイザー
- ネット興亡記（2020年） - オープニングタイトル演出
- 太陽の子（2020年） - VFXスーパーバイザー ※4K＆8K作品
- 二月の勝者（2021年） - VFXスーパーバイザー ※2話•3話のみ参加
- 幕末相棒伝（2022年） - VFXスーパーバイザー ※4K作品
- 初恋の悪魔（2022年） - VFXスーパーバイザー
- 山女（2022年） - VFXスーパーバイザー ※4K作品
- NHKスペシャル 南海トラフ巨大地震 - VFXスーパーバイザー ※4K作品

### PV
- FUZZY CONTROL-｢I’ll get the freedom｣ - VFXスーパーバイザー
- いきものがかり-｢なくもんか｣ - VFXスーパーバイザー

### CM
- エイブル「エイブルダー変身編」（2005年） - 画コンテ・VFXスーパーバイザー

## デジタル＆デザイン

### GAME
- ガメラ2000（1997年） - ゲームディレクター・CGムービー演出
- CHASE THE EXPRESS(チェイスザエクスプレス)（2000年） - 企画・脚本・CGムービー演出
- スクウェア・エニックス「the FEAR」（2001年） - ゲームディレクター・CGムービー演出
- カプコン「マキシモ」（2002年） - CGムービー演出
- カプコン「魔界英雄記マキシモ」（2004年） - CGムービー演出

### イベント展示
- ドリームシアター岐阜「キッズくん」（1994年） - キャラクター・デザイン

## 受賞歴
- 信虎（2021年）　第10回ニース国際映画祭2023において外国語映画部門 最優秀VFX賞